# Tesserodon novaehollandiae
Tesserodon novaehollandiae är en skalbaggsart som beskrevs av Fabricius 1775. Tesserodon novaehollandiae ingår i släktet Tesserodon och familjen bladhorningar. Inga underarter finns listade i Catalogue of Life.